# Cantherhines pardalis
Cantherhines pardalis es una especie de peces de la familia Monacanthidae en el orden de los Tetraodontiformes.

## Morfología
Los machos pueden llegar alcanzar los 25 cm de longitud total.

## Alimentación
Come organismos  bentónicos.

## Hábitat
Es un pez de mar de clima tropical y asociado a los  arrecifes de coral que vive 2-20 entre m de profundidad.

## Distribución geográfica
Se encuentra desde el Mar Rojo hasta Sudáfrica, el sur del Japón y el sureste de Oceanía. También está presente en el Atlántico oriental (Golfo de Guinea, Annobón y la costa meridional de África).

## Observaciones
Es inofensivo para los humanos.